# Novara Calcio
Novara Calcio, thường được gọi là Novara, là một câu lạc bộ bóng đá Ý có trụ sở tại Novara, Piedmont.

## Lịch sử
Vào tháng 12 năm 1908, FAS (Football Association Studenti) được tạo ra bởi tám sinh viên của Liceo Carlo Alberto, trong độ tuổi từ 15 đến 16; trong số đó có một kỹ sư, Gianni Canestrini, và một luật sư, Piero Zorini. Ở Novara vào những ngày đó, có những câu lạc bộ nhỏ khác như Voluntas, Pro Scalon, Ginnastica e Scherma, Forza & Speranza, Collegio Gallarini và nhiều hội sinh viên khác. Những cầu thủ giỏi nhất từ các đội này đã cùng nhau thành lập Novara Calcio và ra mắt tại giải VĐQG Ý vào ngày 3 tháng 11 năm 1912.
Trận đấu đầu tiên được đấu với một đội đã được thành lập là Torino, và Torino đã thắng 2 - 1, với bàn thắng đầu tiên của Novara là Mario Menendez.
Trong những năm giữa Thế chiến I và Thế chiến II, Novara đã hợp nhất với Pro Vercelli, Alessandria và Casale để tạo ra cái gọi là "quadrilatero piemontese" (Tứ giác Piedmont). Kết thúc cao nhất của Novara đến vào năm 1952 khi họ kết thúc ở vị trí thứ tám tại Serie A. 

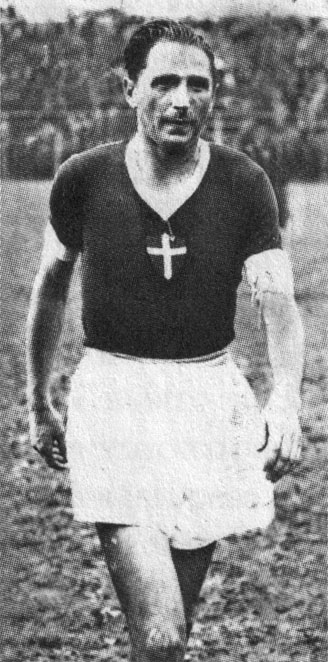
Huyền thoại Silvio Piola của Ý và câu lạc bộ đã trải qua 7 mùa giải với Novara trong kỷ nguyên hậu Thế chiến II

Trong những năm ở lại Serie A, Novara đã vinh danh Silvio Piola. Nhiều bàn thắng của anh ấy (mà cuối sự nghiệp của anh ấy là hơn 300), đã đóng góp rất lớn cho sự nghiệp của Novara. Sau cái chết của ông vào năm 1996, sân vận động mà Novara chơi được dành riêng cho tên của ông.
Năm 1956, xuống hạng đến Serie B, và năm năm sau đó, họ trượt xuống Serie C do một khiếu nại gian lận của một cầu thủ Sambenedettese.
Một vài mùa giải thành công ở Serie B tiếp theo, nhưng sau đó Novara lại vấp ngã một lần nữa vào năm 1977 khi xuống hạng Serie C và tệ hơn vào năm 1981 xuống Serie C2. Trong mùa giải 1995-96, Novara đã trở lại Serie C1, nhưng niềm vui này chỉ tồn tại trong thời gian ngắn như năm sau, biancoazzurri một lần nữa phải đối phó với sự xuống hạng.
Nhiều năm đã trải qua trong bóng tối của bóng đá Ý cho đến gần đây khi giải đấu giành chiến thắng trong mùa giải 2002-03.

### Từ Lega Pro Prima Divisione đến Serie A
Sau khi hợp nhất tại Serie C1, sau đó trở thành Lega Pro Prima Divisione, cho đến khi thăng hạng lịch sử tại mùa giải 2009-10, nơi câu lạc bộ trở lại Serie B sau 33 năm.
Vào ngày 12 tháng 6 năm 2011, Novara đã bảo đảm đáng kể việc thăng hạng lên Serie A sau 55 năm vắng bóng khỏi giải đấu, bằng cách đánh bại Padova trong trận chung kết play-off. Cả hai lần thăng hạng liên tiếp đều đạt được dưới nhiệm kỳ của huấn luyện viên trưởng Attilio Tesser, người được xác nhận là ông chủ Novara cho chiến dịch Serie A 2011-12 sau đây.

### 2011-12 Serie A
Vào ngày 20 tháng 9 năm 2011, trận đấu sân nhà đầu tiên ở Serie A trong 55 năm, Novara đã ghi lại chiến thắng lịch sử 3 - 1 trước nhà vô địch thế giới  Inter.
Tuy nhiên, chiến công đáng chú ý này không phải là đại diện cho mùa giải của họ khi Novara chỉ giành được thêm một trận nữa cho đến cuối tháng 1. Người quản lý Attilio Tesser đã được thay thế bởi huấn luyện viên kỳ cựu Emiliano Mondonico và được thuê lại một tháng sau đó trong một nỗ lực tuyệt vọng và cuối cùng của các chủ sở hữu để cứu câu lạc bộ khỏi sự xuống hạng. Câu lạc bộ ngay lập tức xuống hạng một lần nữa đến Serie B sau một mùa giải.
Quyết định của câu lạc bộ ký hợp đồng với cầu thủ bóng đá Hy Lạp Giorgos Katidis gây ra sự lên án trên toàn thế giới. Katidis đã bị cấm suốt đời từ liên đoàn Hy Lạp sau khi anh thực hiện nghi thức "Sieg Heil" của Đức Quốc xã trên sân.
Novara kết thúc thứ 5 trong mùa giải 2012-13 nhưng đã bị Empoli loại trong vòng play-off thăng hạng. Mùa giải tiếp theo thật tồi tệ với Novara khi câu lạc bộ kết thúc thứ 19 tại Serie B và thua trong trận play- off với Varese, thua 4-2 chung cuộc. Do đó, Novara đã xuống hạng với Lega Pro. Novara đã đăng quang với tư cách là nhà vô địch của bảng A Lega Pro năm 2014-15 và ngay lập tức trở lại Serie B. Trong mùa giải đầu tiên trở lại Serie B, họ đã kết thúc ở vị trí playoff nhưng họ đã thua người chiến thắng cuối cùng là Pescara ở bán kết. Mùa giải tiếp theo chứng kiến họ kết thúc bên ngoài vị trí dự playoffs ở vị trí thứ 9, 4 điểm từ vị trí playoff. Mùa giải tiếp theo chứng kiến Novara bị xuống hạng trở lại Lega Pro sau khi kết thúc ở vị trí thứ 20 trong 2017-18 Serie B, vào ngày 1 tháng 8 năm 2018 Novara đã được nhận lại vào 2018-19 Serie B để lấp chỗ trống.
Mùa hè năm 2021, Novara bị rớt hạng, mất vị thế câu lạc bộ chuyên nghiệp. Sau đó, một câu lạc bộ mới được thành lập ở Serie D theo quy định của Liên đoàn bóng đá Ý. Đến tháng 5 năm 2022, câu lạc bộ này đã giành quyền thăng hạng lên Serie C sau khi đứng đầu bảng đấu tại Serie D.